# Coca de recapte

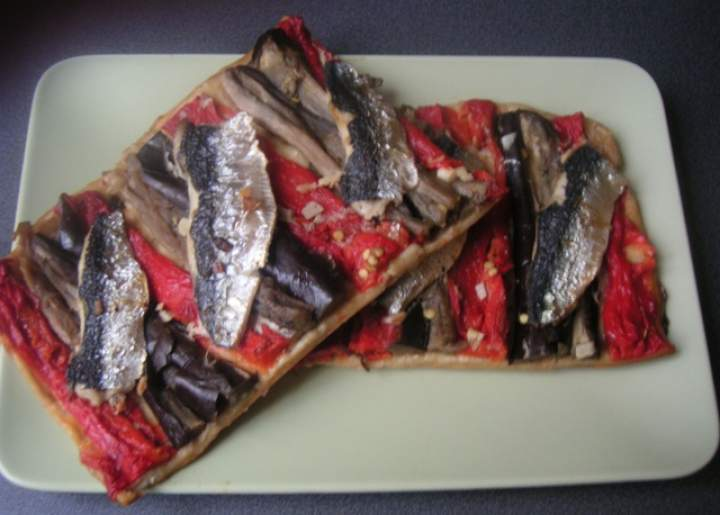
Típica coca de recapte catalana.

La Coca de recapte es una coca salada típica de Cataluña, en especial de la provincia de Lleida

## Historia y características
Se consume y elabora principalmente en la provincia de Lérida, y consiste en una masa mezclada con escalivada (pimientos y berenjenas asados al horno), a la que se le pueden añadir diversos ingredientes, principalmente sardina, arenque o butifarra, pero últimamente también se puso de moda hacerla con atún, cebolla, aceitunas, tomate, etcétera.
Su origen es confuso, aunque algunos lo atribuyen a la época de la dominación romana de hispania, por su gran similitud con la pizza italiana, y también se habla de su posible origen árabe.
Esta coca se puede consumir un día después de cocinarla y, aunque lo frecuente es hacerla en casa, también es muy común encontrarla durante todo el año en las pastelerías y hornos de Cataluña (recapte es una palabra catalana que significa recaudo). Originariamente se preparaba para las fiestas, porque es algo fácil de compartir y de comer a cualquier hora, de pie y con las manos, lo que permite saciar el hambre que entra al trasnochar y comer mientras uno baila o se desplaza para conversar con diferentes personas.